# Biostasia
La biostasia es una situación de equilibrio entre el suelo, el clima y la vegetación que dificulta los procesos de erosión.
Según la teoría de la biorexistasia del edafólogo Henri Erhart, la precipitación regular y abundante induce una fuerte formación de suelo caracterizada por la alteración química del material original, una eluviación intensificada de los minerales del suelo en las capas de suelo superficial y una iluviación intensificada en las capas inferiores. Estos procesos contribuyen a la formación de horizontes eluviales y argílicos y a un incremento de la concentración de óxidos de hierro, de aluminio y otros sesquióxidos en el subsuelo. Las condiciones climáticas favorecen una cobertura vegetativa que protege el suelo de la erosión física pero las precipitaciones abundantes resultan en la pérdida de iones de origen mineral y en un incremento de la concentración de dichos minerales en los cuerpos de agua receptores de la cuenca. El calcio abundante en el mar conduce a la formación de calizas.

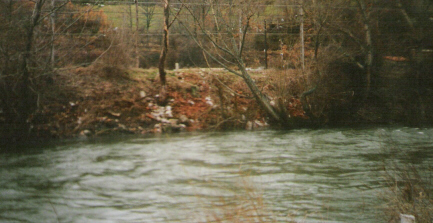
La vegetación impide que el curso de agua se lleve un depósito de ladrillos sueltos que hay justo en el centro de la foto. Esto tiene lugar en las condiciones más desfavorables para el mantenimiento del depósito. Estamos ante una fortísima corriente, en período de aguas altas excepcionales, y en el punto más pronunciado de una curva, donde el flujo mayor de velocidad del agua impacta de lleno contra la orilla, justo delante del depósito. Compárese esta foto con la de rexistasia, tomada unos metros aguas abajo.